# Külpstraße 8 (Stralsund)

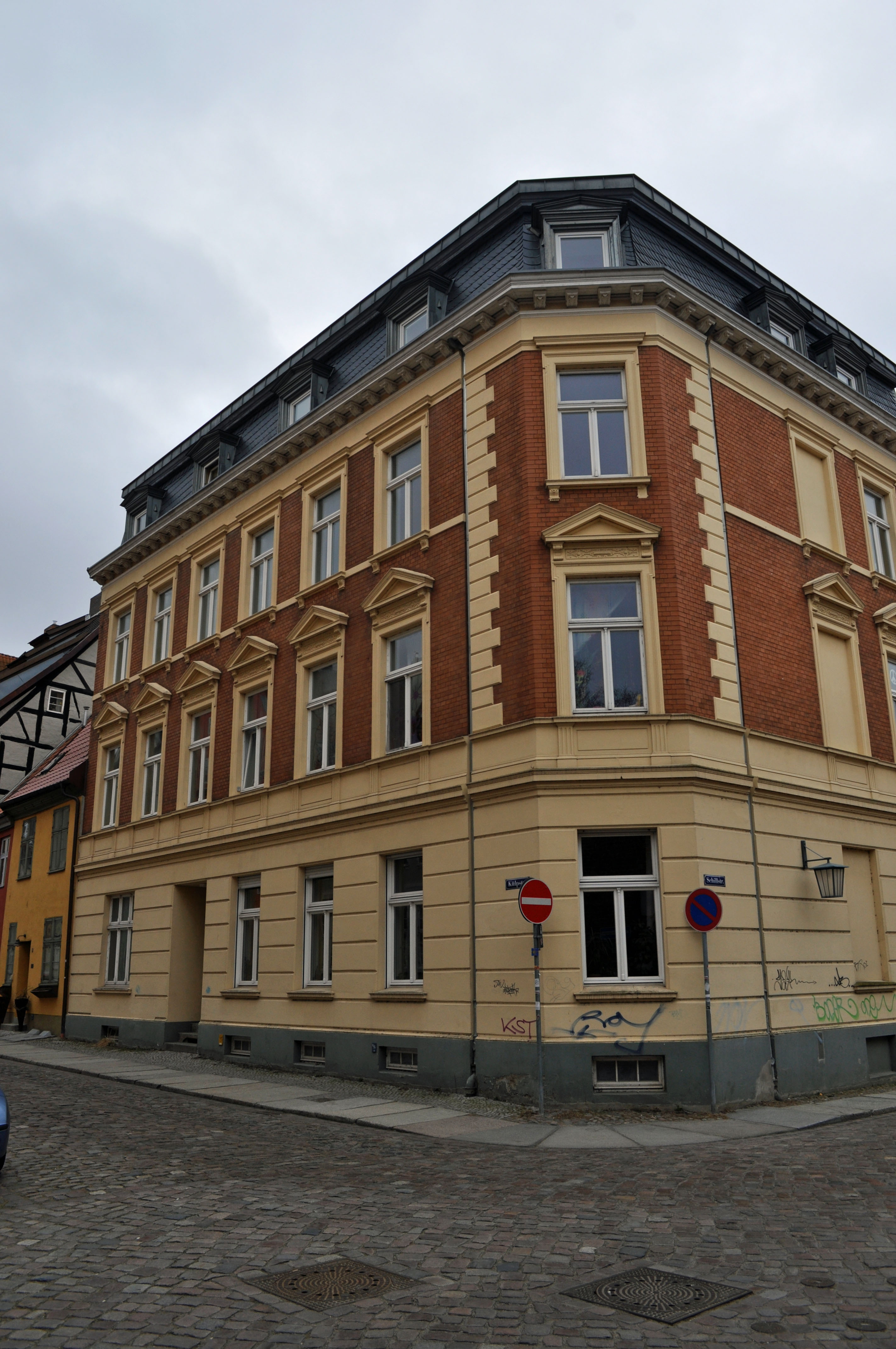
Das Haus Külpstraße 8 in Stralsund (2012)

Das Gebäude mit der postalischen Adresse Külpstraße 8 ist ein denkmalgeschütztes Bauwerk in der Külpstraße in Stralsund, an der Ecke zur Schillstraße.
Das dreigeschossige Gebäude mit Mansarddach wurde im Jahr 1888 errichtet.
Die Fassade ist im Stil der Neorenaissance gestaltet. Das Erdgeschoss weist Putzbänderung auf. Die ziegelsichtigen Obergeschossen sind mit geputzten Fenstereinfassungen gestaltet, im ersten Obergeschoss sind die Fenster verdacht.
Das Haus liegt im Kerngebiet des von der UNESCO als Weltkulturerbe anerkannten Stadtgebietes des Kulturgutes „Historische Altstädte Stralsund und Wismar“. In die Liste der Baudenkmale in Stralsund ist es mit der Nummer 447 eingetragen.